# Раевский сельсовет (Пензенская область)
Раевский сельсовет — сельское поселение в Земетчинском районе Пензенской области Российской Федерации.
Административный центр — село Раево.

## История
Статус и границы сельского поселения установлены Законом Пензенской области от 2 ноября 2004 года № 690-ЗПО «О границах муниципальных образований Пензенской области».
15 сентября 2010 года Законом Пензенской области № 1946-ЗПО в состав сельсовета включены населённые пункты упразднённого Усердинского сельсовета. 

## Население
| 2002  | 2010  | 2012  | 2013  | 2014  | 2015  | 2016  |
| ----- | ----- | ----- | ----- | ----- | ----- | ----- |
| 1486  | ↘962  | ↗1286 | ↘1227 | ↘1167 | ↘1127 | ↘1087 |
| 2017  | 2018  | 2021  |       |       |       |       |
| ↘1074 | ↘1052 | ↘888  |       |       |       |       |

## Состав сельского поселения
| № | Населённый пункт | Тип населённого пункта       | Население |
| - | ---------------- | ---------------------------- | --------- |
| 1 | Генералово       | деревня                      | 5         |
| 2 | Дашково          | железнодорожная станция      | 13        |
| 3 | Долгово          | село                         | ↘267      |
| 4 | Кировский        | посёлок                      | 59        |
| 5 | Пешенское        | село                         | ↘99       |
| 6 | Раево            | село, административный центр | ↘545      |
| 7 | Табаковка        | село                         | ↘78       |
| 8 | Усердино         | село                         | ↘270      |